# Animatronic (musikalbum)
Animatronic är det första studioalbumet med det norska industrimetal/black metal-bandet The Kovenant. Bandet hade dock lanserat två studioalbum tidigare under namnet Covenant. Animatronic släpptes 1999 av skivbolaget Nuclear Blast.

## Låtlista
1. "Mirrors Paradise" – 5:01
2. "Dreamstorm" – 4:30
3. "Mannequin" – 5:00
4. "Sindrom" – 5:30
5. "Jihad" – 5:58
6. "The Human Abstract" – 4:55
7. "Prophecies of Fire" – 4:38
8. "In the Name of the Future" – 4:56
9. "Spaceman" – 5:23
10. "The Birth of Tragedy" – 5:16

- Text & musik: The Kovenant (alla låtar utom spår 9, "Spaceman", som är en Babylon Zoo-cover).

## Medverkande
Musiker (The Kovenant-medlemmar)
- Lex Icon (Stian André Arnesen) – sång, basgitarr
- Psy Coma (Amund Svensson) – gitarr, keyboard, programmering
- von Blomberg (Jan Axel Blomberg aka Hellhammer) – trummor

Bidragande musiker
- Eileen Küpper – sång

Produktion
- Siggy Bemm – producent
- Matthias Klinkmann – ljudtekniker, ljudmix
- Per Heimly – foto